# LOTAR
Die LOTAR (hebräisch לוט״ר) (LOTAR ist ein Akronym für Lochama Be’Terror (hebräisch לוחמה בטרור)) ist eine Ausbildungseinrichtung für Spezialeinheiten der israelischen Verteidigungsstreitkräfte (IDF) in der Terrorismusbekämpfung. 
Die LOTAR-Ausbildung bereitet IDF-Soldaten auf den Nahkampf, den Kampf in den Tunneln der Hamas, das taktische Vordringen in Räume, das Steuern von Robotern (etwa zur Entschärfung von Sprengsätzen) oder den Zugriff bei Geiselnahmen. Letzteres Spezialteam wird auch hebräisch קופים (Kopim, deutsch Affen) genannt. Dazu gehören sowohl die Selbstverteidigungskomponente Krav Maga (hebräisch קרב מגע „Kontaktkampf“), als auch die Angriffsverfahren Close Quarters Battle (CQB), um Bedrohungen auf die schnellste und sicherste Weise zu neutralisieren. 
LOTAR ist aus KAPAP (hebräisch קפא״פ) hervorgegangen, einem Akronym für hebräisch קרב פנים אל פנים (Krav Panim el Panim, deutsch Kampf von Angesicht zu Angesicht). Es ist ein konzeptionelles Training zum Umgang mit Echtangriffen und beinhaltet Reaktionsschemata, Täter- und Opferpsychologie, Aggressionsdrills, Kurz- und Langwaffentraining, Infiltrations- und Exekutionstechniken, Ausbildung instinktbezogener Wahrnehmungs- und Reaktionsschemata sowie urbanes und rurales Training. 
Krav Maga hat ebenfalls seine Wurzeln in KAPAP. Krav Maga ist ein modernes, eklektisches israelisches Selbstverteidigungssystem, das bevorzugt Schlag- und Tritttechniken nutzt, aber auch Grifftechniken, Hebel und Bodenkampf beinhaltet.
LOTAR bildet ebenso Scharfschützen aus (6-wöchiger Lehrgang), Soldaten für den Tunnelkrieg (7-wöchiger Lehrgang), zum Aufbrechen von Türen (8-wöchiger Lehrgang), Klettern, Abseilen und Rettung. Die Antiterrorschule ist darauf spezialisiert, Anti-Terror-Taktiken und Angriffe aus großen Höhen zu unterrichten. Sie bilden Kriseninterventionseinheiten der IDF-Einheiten aus, die sich mit komplexen Operationen wie Geiselnahmen befassen. Die „Affen“ sind Kampfsoldaten und Ausbilder, die in großen Höhen arbeiten, um Bedrohungen zu neutralisieren und Geiseln zu retten. Diese Einheit wird von den Dächern abgeseilt, um beispielsweise durch Fenster an den Einsatzort zu gelangen. So erhielt die Einheit ihren Spitznamen. Die hochspezialisierte Ausbildung der „Affen“ dauert 17 Monate.